# Dalaï-lama
Cet article concerne la lignée des dalaï-lamas dans la tradition bouddhiste gelugpa. Pour le quatorzième et actuel dalaï-lama, voir Tenzin Gyatso.
Ne doit pas être confondu avec Dalailama.
La lignée des dalaï-lamas (ou du Dalaï-Lama) est la plus importante lignée de réincarnation (tulkou) postulée dans le bouddhisme tibétain et dans l'histoire du Tibet.
Reconnu par ses fidèles comme une émanation du bodhisattva de la compassion, le dalaï-lama, outre son autorité spirituelle, a exercé le pouvoir temporel à la tête du gouvernement tibétain de la période Ganden Phodrang (1642-1959) mis en place par le 5e dalaï-lama au sein d'une théocratie,,.
En 1952, après la signature de l'accord en 17 points sur la libération pacifique du Tibet, le 14e dalaï-lama, Tenzin Gyatso, prend des initiatives pour créer une société démocratique, en nommant un comité de réformes.
L'exode tibétain de 1959 rassemble environ 100 000 Tibétains qui suivent le dalaï-lama dans un exil en Inde où il crée le gouvernement tibétain en exil, qu'il dirige et démocratise jusqu'en mars 2011, date de sa retraite politique qu'un amendement constitutionnel du Parlement tibétain en exil autorise,.
Pour lui, le rôle politique des dalaï-lamas est dépassé et doit laisser place à la démocratie.
En novembre 2018, il annonce des discussions pour qu'un nouveau chef spirituel des Tibétains soit choisi de son vivant. La réunion est reportée à la suite de la mort de Kathok Getse Rinpoché.

## Histoire des dalaï-lamas

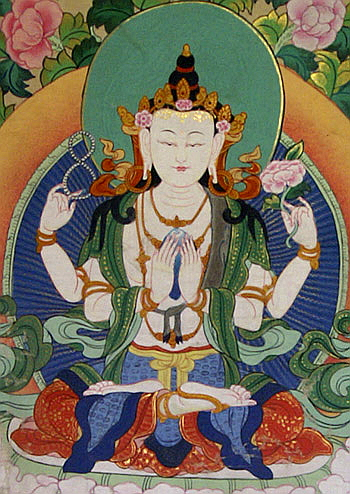
Représentation de Tchenrézi, nom tibétain de Avalokiteśvara, bodhisattva de la compassion dont le dalaï-lama est considéré comme l'une des émanations.

Les dalaï-lamas sont généralement considérés comme les réincarnations successives du premier, cependant, selon le 14e dalaï-lama, ce n'est pas le cas de l'ensemble des quatorze personnes reconnues.
- 1391-1474 : 1er dalaï-lama, Gendun Drub (དགེ་འདུན་འགྲུབ་).

Le 1er dalaï-lama fonde dans la région de Tsang, autour du Tashilhunpo, la base d'un pouvoir soutenu par la population.
- 1475-1542 : 2e dalaï-lama, Gedun Gyatso (དགེ་འདུན་རྒྱ་མཚོ་).

Le 2e dalaï-lama est amené au Tashilhunpo où il reste jusqu'à l'âge de 16-17 ans avant de partir étudier à Lhassa où il devient l'abbé du monastère de Drépung. Sa renommée s'étend à Lhassa et au Tibet central. Il se rend au Tibet du Sud où il construit le monastère de Chorgyal. C'est là qu'il définit le système d'identification des dalaï-lamas sur la base de visions à percevoir dans le lac de Palden Lhamo, système qui se perpétue jusqu'au 14e dalaï-lama. À la fin de son règne, sa popularité s'étend du Tibet central au Kongpo et au Dagpo, deux régions du Tibet du sud. Cette augmentation de popularité ouvre la voie au 3e dalaï-lama qui se rend en Mongolie où il convertit les Mongols au bouddhisme.
- 1543-1588 : 3e dalaï-lama, Sonam Gyatso (བསོད་ནམས་རྒྱ་མཚོ་).

Sonam Gyatso, alors abbé de Drépung est le premier à recevoir, le 15 mai 1578, du Mongol dzoungar Altan Khan le titre de dalaï-lama, et son équivalent tibétain de Gyatso sera alors donné à toute la lignée. Il n'a pas encore de pouvoir autre que spirituel (voir aussi Relations entre le Tibet et la Mongolie). Si son rôle est alors limité au Tibet, il devient tout de même le maître spirituel de l'Empire mongol, réunissant par Altan Khan Dzoungars, Khalkhas et Tchakhars.
- 1589-1616 : 4e dalaï-lama, Yonten Gyatso (ཡོན་ཏན་རྒྱ་མཚོ་)

Mongol, il est le petit-fils d'Altan Khan,. Son tuteur Lobsang Chökyi Gyaltsen est le premier à porter le titre de panchen-lama.
- 1617-1682 : 5e dalaï-lama, Lobsang Gyatso (ངག་དབང་བློ་བཟང་རྒྱ་མཚོ་), « le Grand Cinquième »

En 1642, Lobsang Gyatso, connu sous le nom de « le Grand Cinquième », est proclamé souverain du Tibet par Güshi Khan, chef des Mongols qoshots basés dans le Kokonor (Qinghai) et ayant conquis le Tsaïdam et le Tibet septentrional. Sous son règne, les dalaï-lamas reçoivent le pouvoir temporel sur le Tibet. Ils deviennent, avec les régents, les chefs du gouvernement tibétain. Lhassa devient la capitale du Tibet et le Potala est construit pour devenir la résidence du dalaï-lama et le siège de son gouvernement. Selon Roland Barreaux, le règne du 5e dalaï-lama a pour résultat l'unification du Tibet en une nation. Son pouvoir politique indépendant s'étend à toutes les anciennes provinces tibétaines, y compris le Kham et l'Amdo. Le régent Sangye Gyatso cacha sa mort pendant 14 ans aux Tibétains, aux princes mongols du Khanat qoshot (gouverné alors par Dalaï Khan (1668 — 1697)) et à l'empereur de Chine (alors Kangxi (1661 – 1722)), lequel ne le pardonna ni au régent, ni au Tibet.
- 1683-1706 : 6e dalaï-lama, Tsangyang Gyatso (ཚངས་དབྱངས་རྒྱ་མཚོ་)

Intronisé fin 1697 au palais du Potala, il montre une indifférence à l'égard de ses devoirs religieux au point de renoncer à ses vœux monastiques mais pas à ses fonctions temporelles qu'il assume en 1702. Son attitude est cause de scandale. Lkhazang Khan, qui souhaite se défaire de ce dalaï-lama, le fait conduire en Chine en 1706. Officiellement, il meurt en route. Lhazang Khan installe un dalaï-lama de son choix au Potala, mais entre-temps, les religieux ont découvert dans le Kham un enfant qui est désigné comme véritable réincarnation. L'Empereur Kangxi avait des doutes sur l'authenticité du 6e dalaï-lama. Malgré cela, il décide non pas de remettre en question l'institution des réincarnations mais de l'utiliser à son avantage en raison de son influence sur les sociétés tibétaines et mongoles, mettant les trülkus à son propre service.
- 1708-1757 : 7e dalaï-lama, Kelzang Gyatso (བསྐལ་བཟང་རྒྱ་མཚོ)

En 1717, les Mongols, Dzoungars-Oïrats, tuent Lkhazang Khan et pillent Lhassa (dont le Potala) pour orner leur capitale. Le 7e dalaï-lama est emprisonné. Il est remis en place par les Mandchous en décembre 1720, quelques mois après que ceux-ci aient repris Lhassa aux Dzoungars.
En 1756, le 7e dalaï-lama se retire du monde. Il meurt l'année suivante. L'exercice du pouvoir est assuré de 1757 à 1777 par le 6e Demo Tulku, Ngawang Jampel Deleg Gyatsho, nommé régent du Tibet par l'empereur Qianlong en attendant la majorité du prochain dalaï-lama. C'est le début d'un système bien établi où chaque régent sera obligatoirement un tulkou.

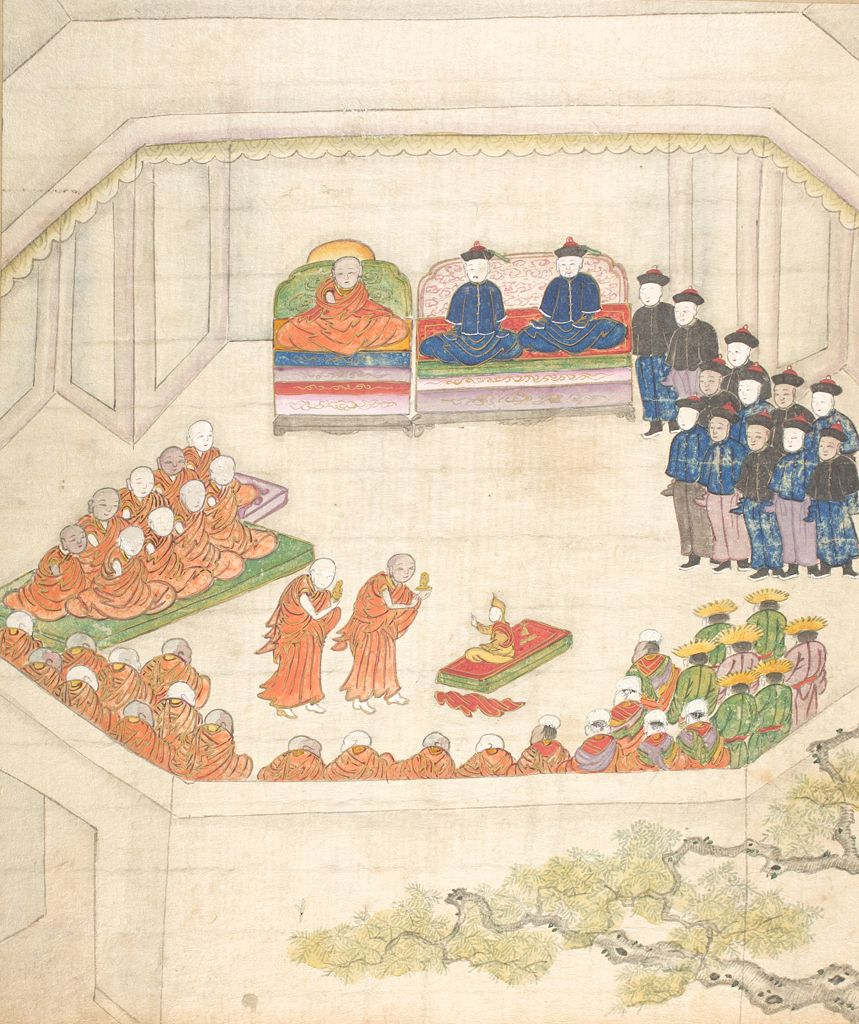
Sélection de Lungtok Gyatso par des lamas et ambans de la dynastie Qing.

- 1758-1804 : 8e dalaï-lama, Jamphel Gyatso (འཇམ་དཔལ་རྒྱ་མཚོ་)

Il n'exerce jamais véritablement le pouvoir. Celui-ci est exercé par le régent Tshemoling I de 1777 à 1786, puis par le régent Kundeling I de 1789 à 1810.
- 1806-1815 : 9e dalaï-lama, Lungtok Gyatso (ལུང་རྟོགས་རྒྱ་མཚོ་)

Il meurt à l'âge de 9 ans. Le régent, Kundeling I, assure l'exercice du pouvoir de 1789 à 1810, suivi de Demo II de 1811 à 1819.
- 1816-1837 : 10e dalaï-lama, Tsultrim Gyatso (ཚུལ་ཁྲིམས་རྒྱ་མཚོ་)

Mort à 21 ans, il ne règne pas, le régent, Demo II, assurant l'exercice du pouvoir de 1811 à 1819, suivi de Tsemoling II de 1819 à 1844.
- 1838-1856 : 11e dalaï-lama, Khendrup Gyatso (མཁས་གྲུབ་རྒྱ་མཚོ་)

Mort à 17 ans, il ne règne pas, le pouvoir restant aux mains des régents Reting I de 1845 à 1862, puis Shatra de 1862 à 1864.
- 1856-1875 : 12e dalaï-lama, Trinley Gyatso (འཕྲིན་ལས་རྒྱ་མཚོ་)

Il règne de 1873 à 1875, à la suite du régent Ditru qui exerce le pouvoir de 1864 à 1872.
- 1876-1933 : 13e dalaï-lama, Thubten Gyatso (ཐུབ་བསྟན་རྒྱ་མཚོ), « Le Grand Treizième ».

Intronisé en 1879, il règne de 1895 à 1933, à la suite du régent Demo III qui exerce le pouvoir de 1886 à 1895. Vers 1898 (certaines sources donnent 1920), il abolit la peine de mort, sauf en cas de haute trahison. En 1904, il fuit en Mongolie puis dans l'Amdo devant l'irruption d'une force expéditionnaire britannique, avant de retrouver son trône en 1909 à la suite des accords passés par la Chine avec la Grande-Bretagne. En 1910, il fuit à nouveau Lhassa, cette fois-ci pour l'Inde britannique, devant les troupes envoyées par le gouvernement impérial. Il revient en 1913 à la faveur de la chute de l'empire Qing et de l'instauration de la république de Chine.
Proclamant ce qui est diversement interprété comme l'indépendance du Tibet ou la fin de la relation prêtre-protecteur entre le dalaï-lama et l'empereur, il entame une série de réformes visant à moderniser l'administration, la justice, l'enseignement et la médecine. Il crée également une armée tibétaine. Cependant, en 1926, face au mouvement de rejet chez les éléments conservateurs de l'élite tibétaine et aux revendications des jeunes officiers de l'armée, il met un terme à l'ensemble du programme. Le 13e dalaï-lama dirige, de 1912 à 1933, un Tibet indépendant de facto, sans toutefois lui obtenir de reconnaissance internationale (de jure) ni parvenir à en faire un État moderne.
- Depuis 1935 : 14e dalaï-lama, Tenzin Gyatso (བསྟན་འཛིན་རྒྱ་མཚོ་)

Moine bouddhiste de l'école gelugpa, il est intronisé chef temporel et spirituel des Tibétains le 17 novembre 1950, un mois après le début de l'intervention de l'armée chinoise au Tibet. L'Accord en 17 points sur la libération pacifique du Tibet, conclu le 23 mai 1951 à Pékin entre des délégués du 14e dalaï-lama et la république populaire de Chine marque le retour du Tibet sous la souveraineté chinoise, alors qu'il connaissait depuis 1912 une indépendance de fait.
En 1959, il s'exile en Inde où il crée le gouvernement tibétain en exil qu'il dirige jusqu'en mars 2011, date de sa retraite politique à la faveur d'une démocratie tibétaine. Vivant actuellement à Dharamsala, il est considéré comme le plus haut chef spirituel du bouddhisme tibétain, et par la plupart des Tibétains comme une émanation de Tchènrézi, le bodhisattva de la compassion. Il plaide pour l'indépendance du Tibet jusqu'en 1973, puis pour ce qu'il appelle l'« autonomie réelle » de l'ensemble du Tibet à l'intérieur de la Chine. Selon le Comité Nobel norvégien et d'autres, il a constamment œuvré à la résolution du conflit sino-tibétain par la non-violence.

## Origine du nom
Le dalaï-lama est un moine réincarné selon cette croyance de l'école Guélougpa, une des quatre écoles du bouddhisme tibétain, fondée aux alentours de 1400 par Tsongkhapa, maître du 1er de la lignée.
L'origine du nom est le titre de Dalaï Lama donné le 15 mai 1578 par le dirigeant mongol Altan Khan à Sonam Gyatso, 3e de sa lignée de réincarnation, lors de leur rencontre au monastère de Thegchen Chonkhor, près de la frontière mongolo-tibétaine à Tsavchaal dans le Kokonor. Sonam Gyatso fut ainsi le premier à porter le titre de dalaï-lama.
Adaptation du titre mongol Dalaïin Khan (mongol : ᠳᠠᠯᠠᠢᠢᠨ
ᠬᠠᠨ, VPMC : dalaiyin qan, cyrillique : далаиин хан, MNS : Dalaiin Khan),, Dalaï est un terme mongol (mongol : ᠳᠠᠯᠠᠶ, cyrillique : далай), que l'on peut traduire par « océan », ou « mer », l'équivalent ou la traduction du mot tibétain gyatso (tibétain : རྒྱ་མཚོ་, Wylie : rgya mtsho),,,,.
Altan Khan choisit ce terme dont le sens est "rassemblement de grandes quantités d'eau collectées en masse", pour signifier que Sonam Gyatso était le chef de toutes les écoles du bouddhisme tibétain. Il souhaitait ainsi que son propre projet politique soit poursuivi par Sonam Gyatso.
Lama (bla ma), est un mot tibétain utilisé de façon honorifique pour désigner notamment les maîtres réincarnés du bouddhisme.
Certains auteurs ont traduit de façon approximative dalaï-lama par « Océan de Sagesse ».

## Statut et autorité du dalaï-lama

### Autorité spirituelle
Sur un plan spirituel, les dalaï-lamas sont considérés par les bouddhistes tibétains comme des émanations du bodhisattva de la compassion («Chenrezig» en tibétain, «Avalokiteshvara» en sanskrit). Yumiko Ishihama a démontré en 1993 qu'il est fait référence à cette croyance dans la biographie du 1er dalaï-lama écrite en 1494.
Les bodhisattvas choisissent, suivant la voie du Mahayana, de renaître pour le bien de tous les êtres.
Du fait qu'ils incarnent le bodhisattva de la compassion, les Tibétains vénèrent les dalaï-lamas comme des dieux chargés de la représentation et de la protection du Tibet et du peuple tibétain.
Le 14e dalaï-lama évoque souvent ce plan de « Chenrézig » qui aurait permis de matérialiser la prédiction de Bouddha Sakyamuni de l'avènement du bouddhisme au Tibet. Du 1er au 5e dalaï-lama, ceux-ci contribuent à protéger et guider le peuple tibétain dans cette voie.
Comme les dalaï-lamas constituent une lignée de tulkus, maîtres réincarnés, ses moines et maîtres spirituels, dont souvent le panchen-lama, doivent après le décès d'un dalaï-lama, engager une enquête pour rechercher sa réincarnation. Des oracles, dont l'oracle de Nechung, oracle d'État du Tibet, sont souvent consultés. Les enfants candidats sont interrogés pour rechercher des signes tels que la reconnaissance d'objets possédés par le précédent dalaï-lama. Le jeune tulku est alors amené dans un monastère pour y recevoir les dharma (enseignements bouddhiques).
Le titre de cette lignée de tulkus fut donné par l'empereur mongol Altan Khan en traduction du nom du 3e dalaï-lama, Sonam Gyatso. On dit que dès la seconde incarnation, l'enfant se souvenait de ses vies passées et des noms des dignitaires de l'entourage du premier dalaï-lama, Gendun Drup.
En tant que chef spirituel de la communauté bouddhiste tibétaine, le dalaï-lama représente toutes les écoles (non seulement celle des « gélugpa » à laquelle il appartient traditionnellement, mais aussi les écoles Kagyüpa, Sakyapa et Nyingmapa).
Selon Mick Brown , l'autorité spirituelle du dalaï-lama était respectée par les écoles anciennes du bouddhisme tibétain (kagyu, nyingma et sakya), lesquelles reconnaissaient en lui le « de facto roi du Tibet ».
Selon Arjia Rinpoché, si le dalaï-lama est le plus haut dignitaire sur le plan politique, en matière d'autorité religieuse le panchen lama et lui sont de même niveau.
Le 14e dalaï-lama, a reconnu Jetsun Dhampa Khutukhtu comme Bogdo Gegen, c'est-à-dire chef du bouddhisme en Mongolie, ainsi que chef des Jonangpa. Il a aussi reconnu Orgyen Trinley Dorje comme 17e Karmapa, chef de l'école Karma-Kagyu.

### Autorité politique
Le Gaden Phodrang est un système de gouvernement dual bouddhiste, unissant fonction spirituelle et fonction temporelle et combinant religieux et laïcs (ou civils),. Ce gouvernement bouddhiste est instauré en 1642 par l'abbé du monastère de Drépung, Lobsang Gyatso. Les gelugpas, qui s'opposent au Karmapa (soutenu par le prince de Shigatse), font appel à Güshi Khan, chef de la tribu mongole des Qoshot. Celui-ci envahit le Tibet en 1640, détrône le roi Tsang et donne le pouvoir à Lobsang Gyatso, qui de simple moine devient, en tant que 5e dalaï-lama, chef d'État,,,. Il est le premier des dalaï-lamas à exercer un pouvoir temporel. En 1645, il décide d’installer à Lhassa son gouvernement dans un bâtiment, le Potala, qu’il fait construire sur une colline où se trouvait un pavillon fondé par le roi Songtsen Gampo. Il édifie la partie blanche centrale, la partie rouge étant ajoutée par Sangyé Gyatso en 1690. Le Potala devient le centre du pouvoir religieux et politique de la théocratie tibétaine.
Le 6e dalaï-lama, Tsangyang Gyatso, fut intronisé fin 1697 au Potala. Il montra une indifférence à l'égard de ses devoirs religieux au point de renoncer à ses vœux monastiques, mais pas à ses fonctions temporelles.
Le 8e dalaï-lama, Jamphel Gyatso, n'exerça jamais véritablement le pouvoir. Après lui et jusqu'au 13e dalaï-lama, aucun ne vécut assez longtemps pour exercer une autorité politique.
Le dalaï-lama dirigeait tant les affaires religieuses que laïques, grâce à deux organes principaux du gouvernement : le Conseil religieux, yik-tsang, composé de quatre membres de la communauté monastique, et le Conseil des ministres, kashag, composé de quatre membres, shapé, dont trois laïcs et un religieux. Le premier ministre religieux, chikyap chempo, et le premier ministre laïc, lönchen, faisaient la liaison entre les Conseils et le dalaï-lama. L’ensemble des ministres du Conseil laïc contrôlait les affaires politiques, judiciaires, et fiscales du Tibet. Un ministre des Affaires étrangères, placé sous la direction du chigye lönchen (premier ministre d’État), a été créé dans la première moitié du XXe siècle. Son rôle était consultatif. La politique extérieure a toujours été dirigée par le dalaï-lama ou le régent. Il existait une Assemblée nationale, tsongdu, se réunissant dans des circonstances graves, constituée d’une cinquantaine de personnalités de Lhassa, dont les abbés des grands monastères. Son rôle était consultatif. Dans les provinces, le gouvernement était représenté au milieu du XXe siècle par cinq chikyap pour l’U-Tsang (Lhassa et Shigatse), Gartok (Tibet occidental), Kham (Chamdo, Tibet oriental), Chang (Nagchuka, Tibet du Nord) et Lhoka (Lho-dzong, Tibet du Sud). Des chikyap dépendaient les dzong-pön, commandants de forteresses, responsables du maintien de l’ordre et de l’impôt. Ils avaient une grande indépendance.

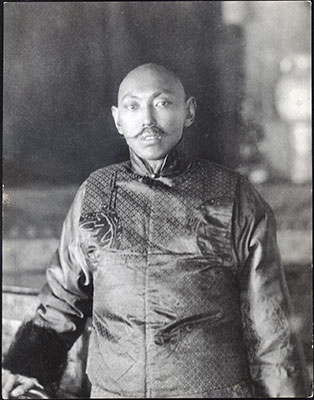
Le XIIIe dalai-lama en 1910.

## Relations entre le dalaï-lama et les souverains mongols
Sonam Gyatso se rendit en Mongolie à l'invitation d'Altan Khan, prince des Toumets, souverain de la Mongolie, d'une partie nord de la Chine et de la région tibétaine du Kokonor. La mort de Kubilai Khan avait marqué la fin de la relation protecteur-lama unissant la cour mongole et les lama sakyapa du Tibet, et la Mongolie était retournée à son ancienne spiritualité animiste. Bien qu'Altan Khan se fut converti au bouddhisme récemment, l'invitation avait un but plus politique que spirituel. Altan Khan souhaitait utiliser la religion pour réunifier les tribus mongoles hétérogènes et savait que l'école gélugpa en opposition avec d'autres écoles bouddhistes plus anciennes manquait d'une protection militaire. La rencontre historique entre Sonam Gyatso et Altan Khan eut lieu en juin 1578. Altan Khan proclama le bouddhisme religion d'état de la Mongolie et déclara la reprise de la relation de protecteur à lama, et conféra le titre de dalaï-lama pour commémorer cette reprise et honorer Sonam Gyatso. Ce dernier étant la 3e incarnation de Gendun Drup et le 3e abbé du monastère de Drépung, il fut déclaré 3e dalaï-lama.
Le 3e dalaï-lama donna un enseignement bouddhiste à une large assemblée de Mongols réunis à Koko Khotan, capitale d'Altan Khan, et actuelle Huhhot. C'est sur ce site qu'Altan Khan fit bâtir le premier monastère mongol, Thegchen Chonkhor.

## Relations entre le dalaï-lama et l'empereur de Chine mandchou

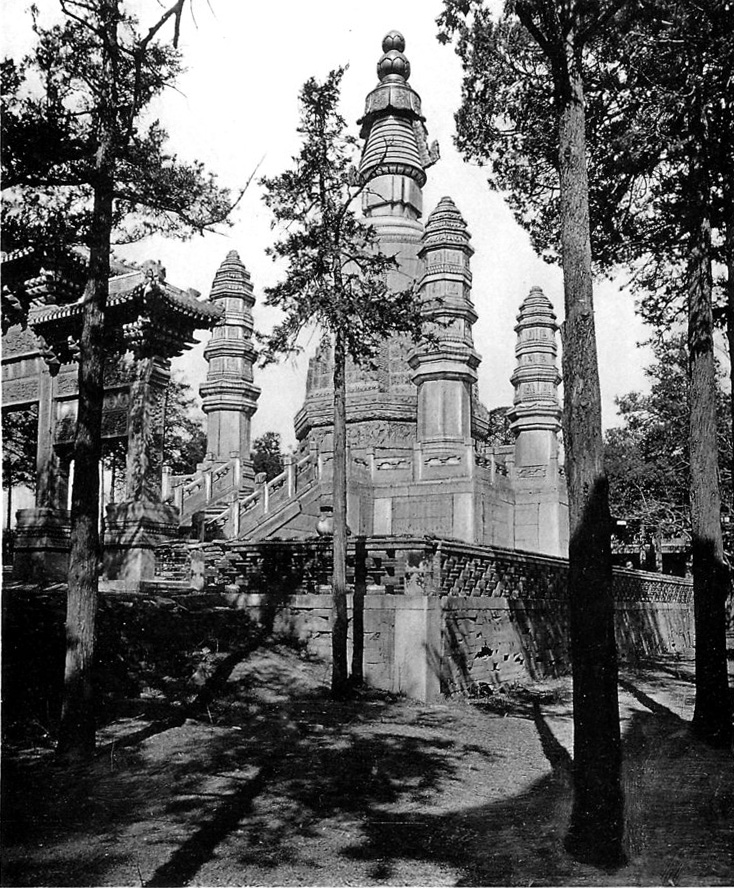
Pagode de marbre dans le Temple Jaune de l'Ouest, construit en 1650 par l'empereur Shunzhi pour la visite du 5e dalaï-lama à Pékin.

Le 5e dalaï-lama, qui rendit visite à l'empereur Qing à Pékin, rétablit la relation de Chö-yon (de chapelain à donateur). Cette relation fut interprétée de façon différente par les empereurs Qing et les Tibétains.
Pour le géographe Louis Grégoire (1876), le dalaï-lama était dépendant de l'empereur de la Chine et choisi par les ambans :

« Le souverain spirituel du Thibet est le Dalaï ou Talé-Lama ; c'est toujours un enfant, incarnation de Bouddha, choisi entre trois candidats, que présentent les grandes lamaseries, par les ambassadeurs de l'empereur de la Chine. Il délègue son autorité temporelle à un radjah, appelé Nomekhan ou Gyalbô, qui gouverne avec quatre ministres et seize mandarins, tous nommés par un diplôme impérial et révocables au gré de l'empereur. Quatre mille soldats chinois sont distribués dans les stations importantes, et des postillons chinois, espèces de gendarmes, font le service des postes. Quatre grandes principautés et plusieurs petites sont administrées directement par des agents chinois. Dans ces derniers temps, de vastes territoires, entièrement thibétains par la langue, les mœurs, la religion, ont été réunis au Ssé-tchouan et au Yun-nan. »

— Louis Grégoire.
Selon l'exploratrice Alexandra David-Néel pour être intronisé, le dalaï-lama devait obligatoirement avoir été reconnu par le gouvernement chinois. Le jour de son accession, il devait se prosterner devant un portrait de l'empereur, faisant ainsi acte de vassal (il en était de même du panchen-lama siégeant à Shigatsé).
Selon Françoise Wang-Toutain, c'est à partir du XVIIe siècle que les Mandchous qui conquirent l'empire de Chine et fondèrent la dynastie Qing commencèrent à s'immiscer dans la reconnaissance de la réincarnation des dalaï-lamas. Après la destitution du 6e dalaï-lama, ils eurent un rôle important lors de l'intronisation du 7e dalaï-lama. L'urne d'or, présentée fréquemment comme symbolisant le pouvoir des Qing au Tibet, fut offerte en 1781 par l'empereur Qianlong au 8e dalaï-lama. Le nom des candidats y était introduit et après des prières, un représentant impérial devait en tirer un au sort. Toutefois, les Tibétains parvinrent à éviter son utilisation, ou à ne pas lui laisser le dernier mot. Pour reconnaître le 9e dalaï-lama, le régent déclara l'identification certaine et le recours à l'urne inutile. Pour les 10e, 11e et 12e dalaï-lamas, l'urne servit plus à entériner le choix que les Tibétains opérèrent suivant leurs traditions. Pour Anne Chayet, si l'urne fut utilisée, son verdict ne contraria jamais le choix des moines, les Qing n'ayant plus la force d'imposer cette contrainte. Du reste, elle ne fut pas utilisée lors de la désignation du 13e dalaï-lama.

## Relations entre le dalaï-lama et la république populaire de Chine

Tenzin Gyatso (14e dalaï-lama), en compagnie de Mao Zedong et de Choekyi Gyaltsen, (10e panchen-lama) à Pékin en 1954.

C’est en 1950, à l’âge de quinze ans, que le dalaï-lama actuel devient chef d'État et du gouvernement tibétain. En 1951, cinq mois après la signature de l'Accord en 17 points, il envoie un télégramme à Mao Zedong pour exprimer, selon l'ambassadeur de Chine à Singapour Hong Xiaoyong, son soutien à l'accord et sa détermination à le mettre en œuvre[réf. incomplète]. En 1954, il est nommé vice-président du Comité permanent de l'Assemblée nationale populaire de la république populaire de Chine (RPC), devenant le premier dalaï-lama dans l'histoire à occuper un poste de dirigeant de l'État chinois. En 1956, il devient président du comité préparatoire à l'établissement de la Région autonome du Tibet nouvellement créé. Le dalaï-lama demeura au Tibet jusqu'en mars 1959, date à laquelle il fut contraint de s'exiler en Inde, à la suite de la répression du soulèvement tibétain de 1959. Il établit en Inde, à Dharamsala, un gouvernement tibétain en exil.
Depuis son exil, le dalaï-lama est dénoncé systématiquement par le gouvernement chinois qui le qualifie d'« indépendantiste ». Malgré cela, le dalaï-Lama persévère dans la voie de la non-violence et demande à la Chine de négocier pour aboutir à un compromis politique. Le 9 mars 1961, il lance un appel à l'Organisation des Nations unies en faveur d'une restauration de l'indépendance du Tibet. Puis, après l'ouverture de Deng Xiaoping qui déclara en 1979 qu'en dehors de l'indépendance tout sujet pouvait être discuté, le dalaï-lama opta pour la politique de la voie médiane, dans un intérêt mutuel pour les Tibétains et les Chinois. Cette voie préconisée par le dalaï-lama dans ses négociations avec le gouvernement chinois propose de réunifier en une entité administrative autogérée démocratiquement les territoires tibétains morcelés en cinq zones rattachés à des provinces chinoises. Son objectif est de préserver la religion et la culture tibétaine permettant aux Tibétains de gérer leur développement socio-économique, laissant la Chine responsable de la défense et des affaires étrangères. Toutefois, selon l'écrivain chinois Wang Lixiong, il n'a pas fait de promesse juridiquement contraignante sur ce point et peut donc se rabattre à tout instant sur une position appelant à l'indépendance. Si des discussions entre des émissaires du dalaï-lama, Lodi Gyari et Kelsang Gyaltsen, avec des représentants du gouvernement chinois débutèrent en 2002, aucune négociation directe entre le dalaï-lama, son gouvernement en exil et le gouvernement chinois n'a encore débuté.
Selon Étudiants pour un Tibet libre et Fox Butterfield, pendant la révolution culturelle au Tibet, la plupart des monastères et édifices religieux sont détruits, les moines et nonnes emprisonnés et torturés,. Selon le XIVe dalaï-lama, aujourd'hui encore, non seulement les Tibétains sont sévèrement réprimés et empêchés de s'exprimer, mais en plus, ils subissent la très forte pression d'une politique de colonisation. « Si rien ne change, la culture tibétaine risque de disparaître d'ici quinze ans », affirmait le dalaï-lama en 2007.
Aujourd'hui en Chine, le culte bouddhiste tibétain de l'école Gelugpa est officiellement autorisé par le gouvernement central, même à Pékin dans le très ancien temple de Yonghe[réf. incomplète]. Cependant, selon le Dr John Powers, un spécialiste de la religion et de la culture tibétaines à l'université nationale australienne, les moines tibétains sont contraints de dénoncer le dalaï-lama. Des associations internationales dénoncent la répression visant la religion au Tibet : mise en résidence surveillée, en 1995, du panchen-lama désigné par le XIVe dalaï-lama, Gedhun Choekyi Nyima, destruction en 2001 de l’institut bouddhiste de Serthar fondé par Khenpo Jigme Phuntsok, mis en résidence surveillée et disparu dans des circonstances douteuses ou encore la condamnation à une peine de prison à vie de Tenzin Delek Rinpoché en 2005.
De grands maîtres du Bouddhisme tibétain ont été contraints de s'exiler : Rigdzin Namkha Gyatso Rinpoché en 1998 et le XVIIe Karmapa, Orgyen Trinley Dorje à la veille de l'an 2000.
Le XIVe Dalaï-Lama, Tenzin Gyatso, reçoit le soutien de nombreuses personnalités, dont celui du président George W. Bush, et, plus modérément, de Barack Obama, et d'institutions de par le monde pour sa lutte non-violente pour la liberté du Tibet. Il reçoit le Prix Nobel de la paix en 1989 et la Médaille d'or du Congrès des États-Unis le 17 octobre 2007.
Selon le XIVe dalaï-lama, si « le mouvement pour le Tibet a attiré un large soutien mondial, c'est en raison des principes universels que le peuple tibétain a incorporés dans sa lutte. Ces principes sont la non-violence, la démocratie, le dialogue, le compromis, le respect des préoccupations sincères des autres, et de notre environnement commun ».

## La popularité des dalaï-lamas parmi les Tibétains
Selon Dawa Norbu, au cours du conflit sino-tibétain postérieur à 1950, le 14e dalaï-lama devint une représentation pan-tibétaine symbolisant les valeurs de la culture tibétaine et les aspirations du peuple tibétain. Bien que les Tibétains à l'intérieur et à l'extérieur du Tibet perçoivent le dalaï-lama comme leur dirigeant légitime, cela ne signifie pas la restauration de l'« ancien régime » comme le soulignent à la fois les déclarations constitutionnelles du dalaï-lama et les aspirations politiques du peuple tibétain. Les projets de constitution du dalaï-lama en exil reflètent la direction prise par la section politisée du peuple tibétain au Tibet. Comme le remarque Ronald Schwartz, les Tibétains associent à présent leur lutte pour l’indépendance avec des exigences de démocratie et de respect des droits de l’homme. Cela s'explique par le contexte moderne des Tibétains après 1959 au Tibet comme en exil. Au Tibet, les communistes ont propagé une idéologie égalitaire où l'équité et la liberté sont les nouveaux canons, bien que peu mis en pratique dans les régions des minorités. Cette contradiction est la base idéologique et politique de l'intelligentsia tibétaine contre la domination chinoise au Tibet. En exil, c'est principalement l'influence positive du fonctionnement de la démocratie indienne qui a suscité la diffusion de sentiments démocratiques chez les réfugiés tibétains en dépit d'un culte de la personnalité autour du dalaï-lama et de sa famille. Depuis 1951, il y a un fossé entre les aspirations réalistes des élites et les aspirations populaires pour l'indépendance. Ces idées sont réprimées par le régime communiste chinois au Tibet, mais à long terme, ce dernier ne peut résoudre la question tibétaine. Avec la globalisation de l'économie chinoise et l'émergence de la démocratie, la république populaire de Chine ne peut demeurer un bloc monolithique maoïste isolé. Dans cette situation, il est possible que seul le dalaï-lama puisse convaincre les masses tibétaines nationalistes d'accepter des solutions réalistes au conflit au Tibet.

## Le dernier dalaï-lama
Glenn H. Mullin expose comment il fut, à la fin des années 1970, à l'origine d'une rumeur selon laquelle Tenzin Gyatso serait le dernier dans la lignée des dalaï-lamas, rumeur qui prit une telle ampleur qu'une biographie sur le XIVe dalaï-lama fut publiée sous ce titre provocateur : Le Dernier Dalaï-Lama ?
Dans Le Dernier Dalaï-Lama ?, publié en 1986, Michael Harris Goodman évoque une prophétie selon laquelle le peuple tibétain perdrait à la fois son pays et le dalaï-lama. Par la suite, il les retrouverait tous les deux mais le XIVe dalaï-lama serait le dernier de la lignée. Dans une conversation avec l'auteur, Tenzin Gyatso explique qu'étant le détenteur du titre, il envisage de le transmettre de son vivant à un successeur reconnu pour son érudition en théologie, qui pourrait être remplacé tous les sept ans.
Le dalaï-lama déclara à Goodman qu'il est possible qu'il soit le dernier, mais qu'il n'y a pas de prophétie claire à ce sujet. Il précise que le choix d'un dalaï-lama par le peuple tibétain est une question d'utilité de ce titre en tant qu'institution. Mais concernant sa propre renaissance, en tant que bouddhiste du Mahayana, il ajoute « tant qu'il y aura de la souffrance dans le monde, je reviendrai ».
De son côté, le gouvernement chinois a déclaré que le prochain dalaï-lama naîtra en Chine et sera choisi par la Chine. Le Dalaï-lama a cependant déclaré : 
« Si la situation présente du Tibet reste la même, je renaîtrai hors du Tibet, loin du contrôle des autorités chinoises. C'est logique. Le but même d'une réincarnation est de continuer le travail inachevé de l'incarnation précédente. Si donc la situation tibétaine n'est toujours pas résolue, il est logique que je renaisse en exil, pour continuer mon travail inachevé. »
Pour lui, le prochain dalaï-lama pourrait être une femme, voire un non-tibétain. Convaincu depuis longtemps des vertus de la démocratie, il envisage que le prochain puisse être désigné par lui-même, ou une assemblée de lamas. Son successeur pourrait être le Karmapa actuel, pourtant chef d’une école bouddhiste tibétaine différente de la sienne, ou le Premier ministre tibétain, voire personne : si l’institution pose plus de problèmes qu’elle ne peut en résoudre, il a le pouvoir de l'abolir.
En 2007, deux moines du monastère de Tashilhunpo au Tibet se seraient suicidés, à la suite d'une campagne d'exclusion menée par des officiels chinois. Ces deux moines avaient participé à la reconnaissance du 11e panchen-lama, Gendhun Choekyi Nyima, et pouvaient donc être appelés à reconnaître le prochain dalaï-lama ,.
Le XVIIe Karmapa, Orgyen Trinley Dorje, qui s'est évadé du Tibet à la veille de l'an 2000, arriva en Inde alors que le 14e dalaï-lama annonça qu'il prenait sa retraite en tant que chef du gouvernement tibétain en exil.
Interrogé en mars 2009 sur la possibilité qu'il puisse succéder au titre de Dalaï-lama, Orgyen Trinley Dorje a déclaré : « Si l'occasion m'en est donnée, je ferai de mon mieux », ajoutant : « le Dalaï-lama a été très efficace pour établir les fondations de la lutte des Tibétains en exil. C'est à la génération suivante de construire sur ces bases et d'aller de l'avant ».
En février 2010, Tenzin Gyatso a déclaré : « Si une majorité de Tibétains a le sentiment que l'institution du dalaï-lama n'a plus de sens, alors cette institution doit cesser d'exister, il n'y a aucun problème. », ajoutant en riant « Il semblerait que les Chinois soient plus inquiets pour cette institution que moi. ».
Le XIVe dalaï-lama annonce, le 10 mars 2011, qu'il prévoit de renoncer à sa fonction de chef du gouvernement tibétain en exil, estimant que le temps était venu de laisser sa place à un nouveau dirigeant « librement élu » : « Mon désir de transmettre l'autorité n'a rien à voir avec une volonté de renoncer aux responsabilités », a déclaré le dalaï-lama durant un discours à Dharamsala, dans le Nord de l'Inde, où vivent les Tibétains en exil. « C'est pour le bien à long terme des Tibétains. Ce n'est pas parce que je me sens découragé », a-t-il ajouté .
En mars 2011, Tenzin Gyatso, qui dès 1990 amorça progressivement une démocratisation du gouvernement tibétain en exil, demande au Parlement tibétain en exil un amendement constitutionnel permettant de réaliser sa retraite politique, pour lui, l'institution des dalaï-lamas est dépassée et doit laisser place à la démocratie.
En septembre 2011, précisant ses précédentes déclarations quant au futur de l'institution, le dalaï-lama, annonce dans un document publié à l'issue d'un rassemblement de responsables des quatre écoles spirituelles du bouddhisme tibétain que « Lorsque j'approcherai de mes 90 ans, je consulterai les grands lamas des traditions bouddhiques tibétaines, les Tibétains et les autres adeptes du bouddhisme tibétain et procéderai à une réévaluation de l'institution du dalaï lama pour savoir si elle doit ou non être pérennisée. Ma décision sera prise sur cette base. En dehors de la réincarnation reconnue à travers ces méthodes légitimes, aucun candidat ne peut prétendre à une reconnaissance ou un agrément, s'il a été choisi pour des finalités politiques par qui que ce soit, y compris par ceux qui se trouvent dans la république populaire de Chine ». Concernant la possibilité que le gouvernement chinois nomme son successeur, il déclare que « si le gouvernement chinois a l'intention de se charger de nommer ma réincarnation, il doit alors accepter la religion et le concept de vie future. Ils doivent aussi, en premier lieu, trouver les réincarnations de Mao Zedong et de Deng Xiaoping. Après, seulement, ils pourront trouver ma réincarnation ». Deux jours plus tard, le gouvernement chinois prend position et déclare que « Le titre de dalaï lama est conféré par le gouvernement central et est illégal dans tout autre cas de figure ».
En mai 2012, il affirme qu'il pourrait être le dernier dalaï-lama, et que nombre de jeunes moines bouddhistes, dont le karmapa, pourraient devenir les chefs spirituels du bouddhisme tibétain.
Le 7 septembre 2014, il annonce officiellement qu'il sera le dernier de la lignée précisant que l'institution était principalement importante en raison de son pouvoir politique. Le gouvernement chinois lui dénie le droit de prendre cette décision. Cette déclaration aurait pour but de contrer le gouvernement chinois dans sa tentative de récupération de la fonction. En 2015, Padma Choling, président du Comité permanent de l'Assemblée populaire de la région autonome du Tibet, affirme que les déclarations du dalaï lama suggérant qu'il n'aurait pas de successeur à sa mort sont un « blasphème contre le bouddhisme tibétain ».
Le 2 juillet 2025, il confirme finalement qu'un successeur assurera la continuité de sa fonction de chef spirituel de la communauté tibétaine.

#### Ouvrages généraux
- Léon Feer, Le Pontificat tibétain, in Revue contemporaine, 1886, p. 285-307
- Abdul Wahid Radhu, Caravane tibétaine, Fayard Paris 1981,  (ISBN 2-213-01018-8)
- Michael Harris Goodman, Le Dernier Dalaï-Lama ?, 1986,
- Claude B. Levenson, Le Seigneur du Lotus blanc - Le Dalaï-Lama, Lieu Commun, 1987,  (ISBN 978-2-86705-087-9)
- Roland Barraux, Histoire des Dalaï-Lamas, préface de Dagpo Rinpotché, Albin Michel 2002,  (ISBN 978-2-226-13317-5)
- Glenn H. Mullin, Les Quatorze Dalaï-lamas, préface du 14e dalaï-lama, traduction Philippe Beaudoin, éditions du Rocher, 2004,  (ISBN 2268050300)
- Françoise Wang-Toutain, Le Dalaï-Lama, Entrelacs, 2004.
- Olivier Weber, Le Tibet est-il une cause perdue ? Essai, Larousse, 2008.
- (en) Peter Schwieger, The Dalai Lama and the Emperor of China : a political history of the Tibetan institution of reincarnation, New York, Columbia University Press, 2014 (ISBN 978-0-231-53860-2, OCLC 905914446, DOI 10.7312/schw16852, présentation en ligne, lire en ligne)
- (en) A Great Deception: The Ruling Lamas' Policies, Western Shugden Society, 2010, 288 p.
- (en) Matthew T. Kapstein, The Tibetans, Malden, MA, Oxford, Blackwell Pub., coll. « Peoples of Asia », 2006, 569 p. (ISBN 978-3-88280-096-8, OCLC 795013803, lire en ligne)

#### Ouvrages de Tenzin Gyatso en tant que14edalai-lama
- Au-delà des dogmes, Albin Michel, 1994
- Tant que durera l'espace, traduction Marie-Stella Boussemart, préface Guéshé Lobsang Tengyé, Albin Michel, 1996
- Pacifier l'esprit, Albin Michel, 1999, réed. 2007
- Avec Jeremy Hayward et Francisco Varela, Passerelles, Entretiens avec des scientifiques sur la nature de l'esprit, Albin Michel, 2000